# 28ª Campanha de Almançor
A 28ª Campanha de Almançor foi uma operação militar levada a cabo  em 987 por Abu Amir, melhor conhecido como Almançor, primeiro-ministro do califa Hixame II de Córdova, que resultou na conquista do Condado de Coimbra.

## História
Coimbra fora atacada pela primeira vez por Almançor em 986, após a destruição de Condeixa mas só os seus arrabaldes foram afectados. Em 987 o rei Bermudo II de Leão expulsou as tropas cordovesas instaladas no seu reino como força de ocupação mas que se tinham revelado abusivas. A reacção de Almançor não se fez esperar e no mesmo ano atacou Coimbra pela segunda vez. 
A 28ª campanha de Almançor partiu ainda em 987 e visou novamente Coimbra. Tinha como objectivo conquistar o condado de Coimbra e deixar em aberto o caminho para a Galiza. O conde de Coimbra era por então Froila Gonçalves, que decidiu compactuar com Almançor e passar para o serviço de Córdova, preservando assim os seus bens e redes de clientes sob a nova autoridade. O exército muçulmano acampou diante da cidade e conquistou-a ao terceiro dia de ataques, a 27 de Junho. Coimbra foi pilhada e totalmente despovoada, tendo sido mortos ou escravizados todos os habitantes que não tenham conseguido fugir. Na cidade foi então instalada uma guarnição militar e um governador.
Conquistada Coimbra, foram também conquistadas Viseu e Lamego. A fronteira foi deslocada novamente de para o rio Douro.
É digna de nota a traição de Ezerag de Condeixa. Quando a cidade foi tomada e a população fugiu, escondendo-se nos montes e brejos das cercanias de Coimbra, Ezerag, natural da vila de Condeixa, apresentou-se ao recém empossado governador da cidade, Farfon Iben Abdella, e convertou-se ao Islão. Advertiu, então, as autoridades mouras da presença de muitos dos seus conterrâneos e doutros cristãos escondidos nos montes das cercanias, tendo-lhe sido dada a chefia dum regimento de 30 cavaleiros muçulmanos. Acompanhado deles, foi ter com os cristãos escondidos, mentindo-lhes acerca das suas intenções e dando a entender que lhes conseguira granjear uma amnistia junto de Farfon Iben Abdella e que eram livres de regressar às suas casas. Assim que os cristãos se revelaram, prendeu-os e escravizou-os. Vendeu-os por 6 peças de prata, à cabeça, em Santarém, tendo o produto da venda sido ulteriormente remetido ao Almançor, em Sevilha. Com o produto da venda, obteve então moinhos e azenhas, bem como algumas propriedades nas cercanias de Coimbra.
Ao fim de sete anos Coimbra repovoada com muçulmanos e moçárabes. Em 990 os cordoveses conquistariam Montemor-o-Velho.